# 13788 Dansolander
13788 Dansolander (1998 UY26) là một tiểu hành tinh vành đai chính được phát hiện ngày 18 tháng 10 năm 1998 bởi E. W. Elst ở Đài thiên văn Nam Âu.